# Lugait (Misamis Oriental)
Lugait ist eine philippinische Stadtgemeinde in der Provinz Misamis Oriental. Sie hat 19.758 Einwohner (Zensus 1. August 2015).

## Baranggays
Lugait ist politisch in acht Baranggays unterteilt.
- Aya-aya
- Betahon
- Biga
- Calangahan
- Kaluknayan
- Lower Talacogon
- Poblacion
- Upper Talacogon